# Wald-Frauenfarn
Der Wald-Frauenfarn (Athyrium filix-femina), auch Gewöhnlicher Frauenfarn, Gemeiner Waldfarn oder einfach nur Frauenfarn genannt, ist eine Pflanzenart aus der Gattung Frauenfarne (Athyrium) innerhalb der Familie der Frauenfarngewächse (Athyriaceae).

## Beschreibung

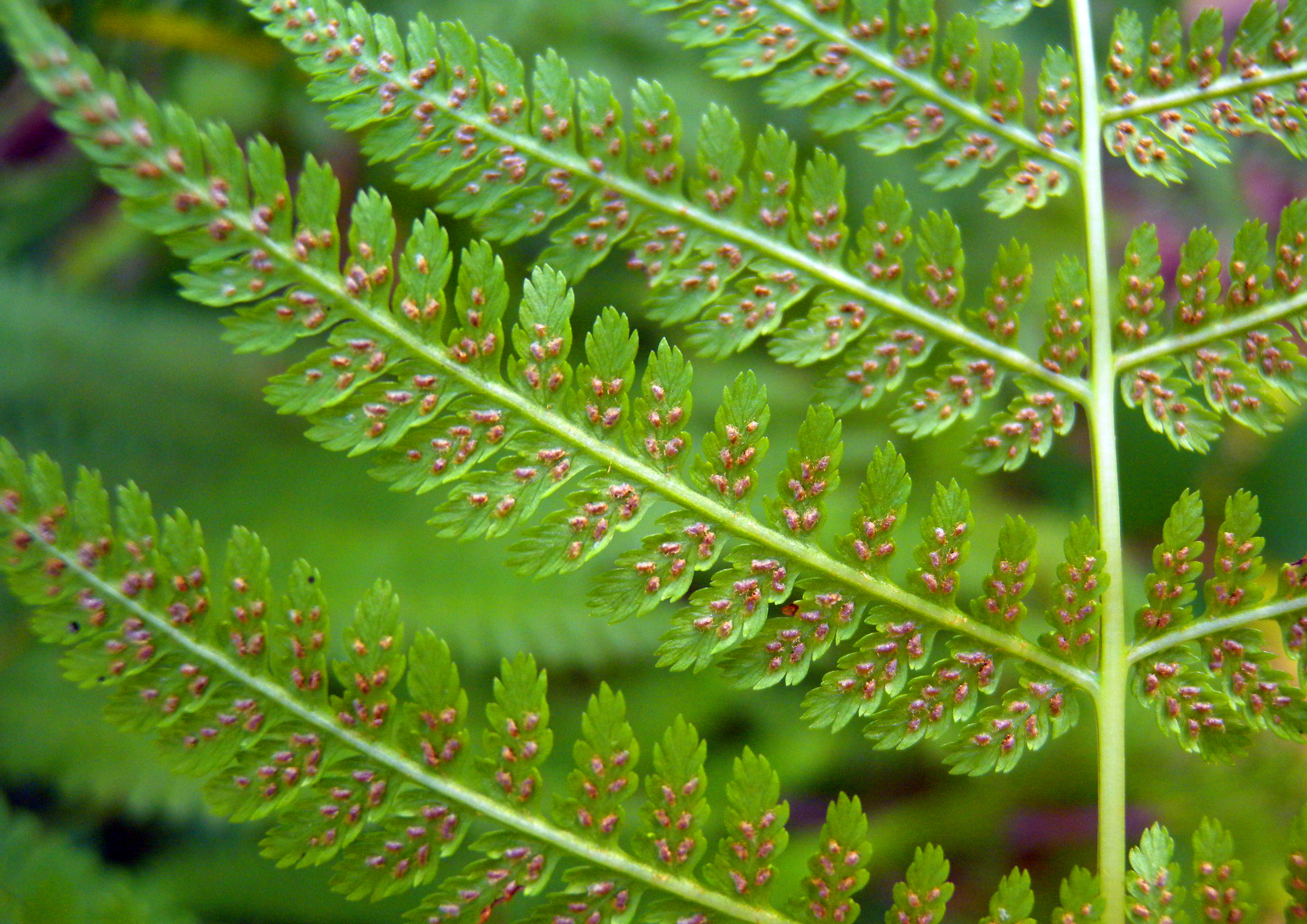
Wedelunterseite

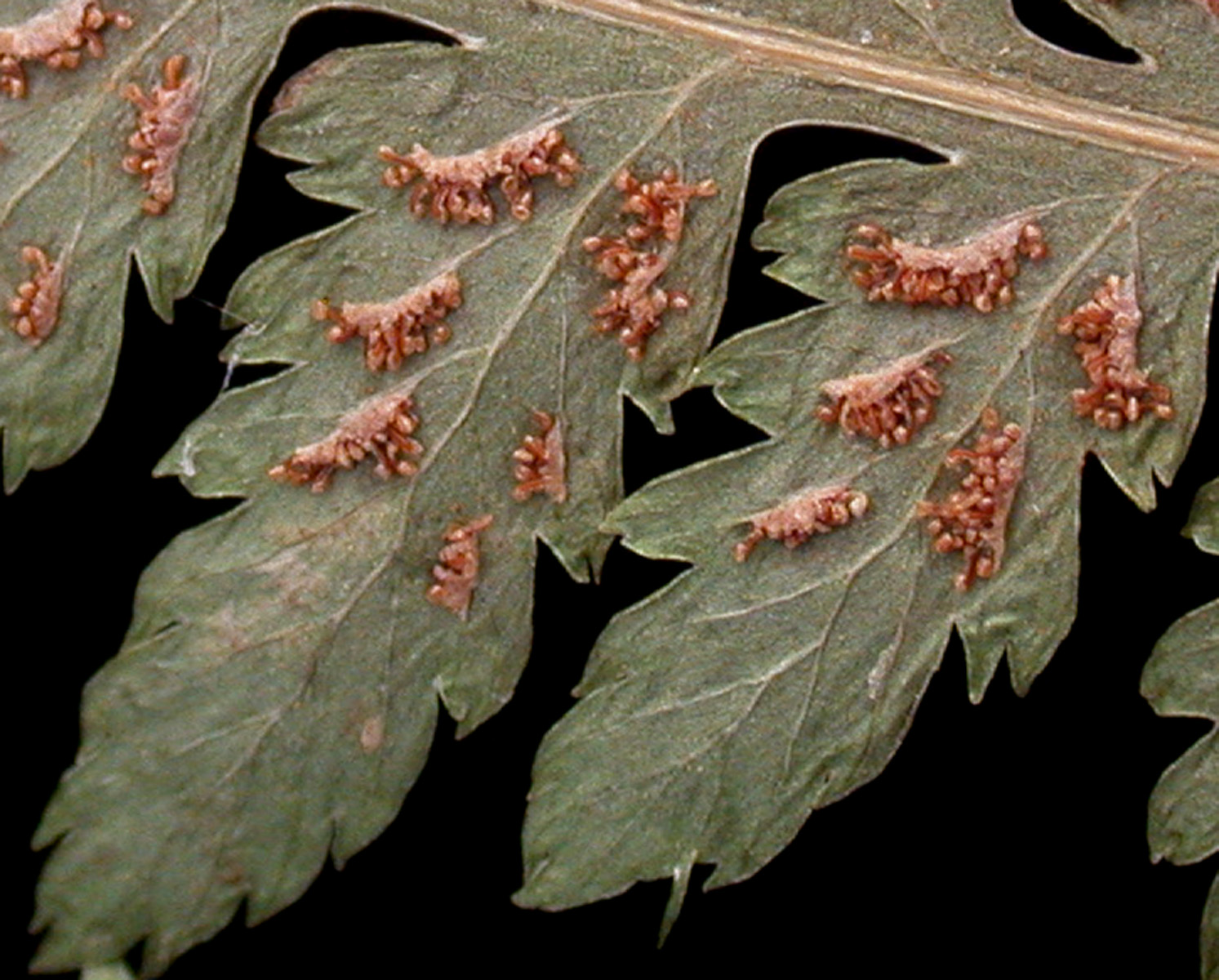
Sori mit Sporangien

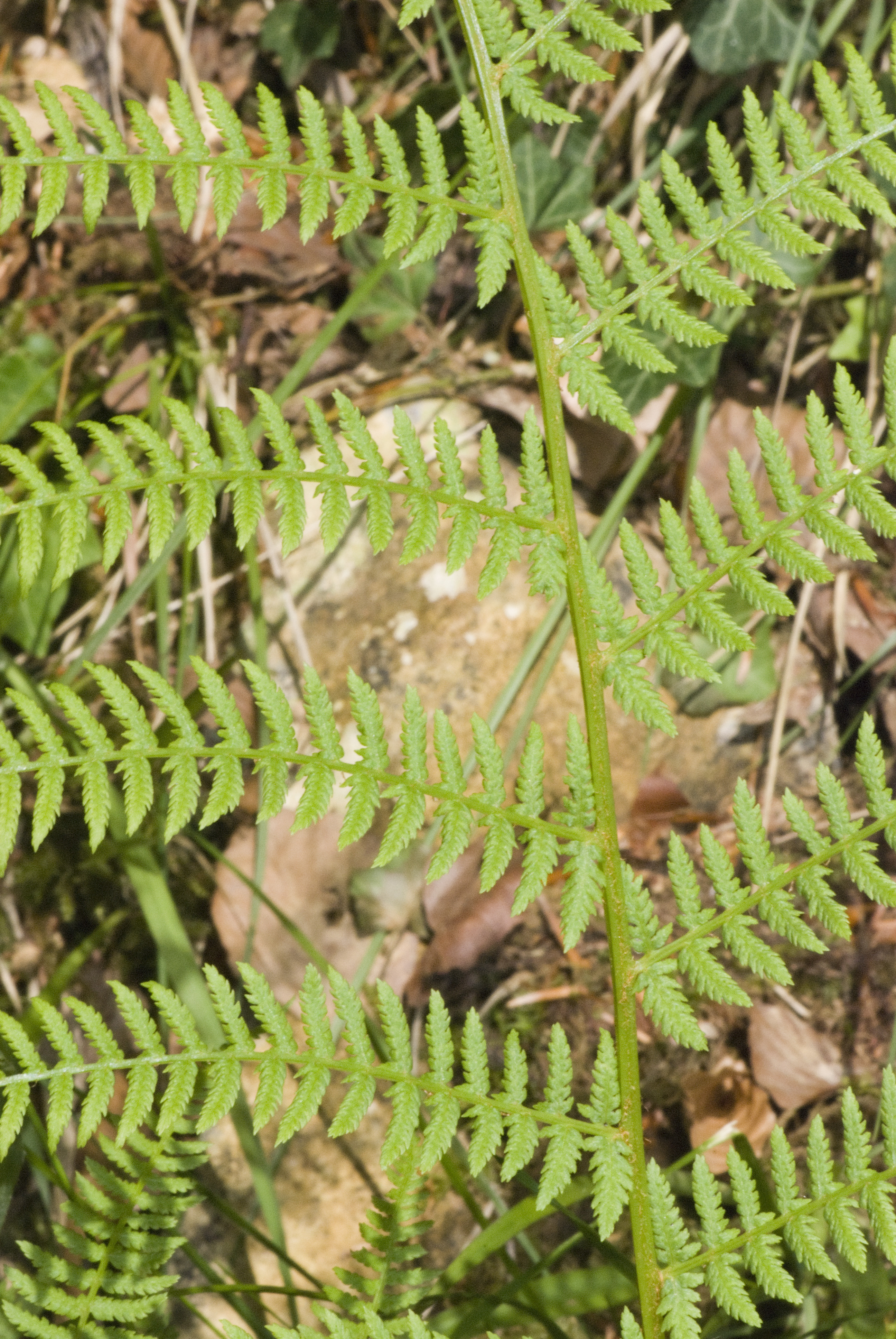
Ausschnitt aus Blattwedel

Beim Wald-Frauenfarn handelt es sich um eine sommergrüne, ausdauernde krautige Pflanze. Sie überwintert mit einem kurzen, kriechenden oder aufsteigenden Rhizom, das mit braunen Spreuschuppen besetzt ist.
Die Wedel erreichen Längen von 30 Zentimetern bis 1, selten bis zu 2 Metern und sind zwei- bis dreimal gefiedert. Der Blattstiel ist am verdickten Grund schwarzbraun, oben gelblich-grün und mit dunkel-braunen und lanzettlichen Spreuschuppen dicht besetzt Die Blattspindel ist grün oder auch (durch Anthocyan) rosafarben. Die fiederschnittigen Fiederblättchen sind 2,5- bis 3-mal so lang wie breit. Achse und Blättchen sind auf der Unterseite, besonders in der Jugend, mit kleinen, keulenförmigen Haaren besetzt, was ihnen ein etwas mehliges Aussehen geben kann. Die Blattspreite besitzt beiderseits bis 40 Fiedern; die größten sind bis 25 Zentimeter lang.
Die Sori, die sich in Reihen zwischen der Mittelrippe der Fiederblättchen und deren Rand, und zwar etwas näher an der Rippe befinden, sind am Blättchengrund deutlich hakenförmig, weiter oben dann länglich gerade. Sie werden bis zur Sporenreife vom gleich geformten Indusium verdeckt. Sporenreife reicht von Juli bis September.
Insgesamt ähnelt der Wald-Frauenfarn dem Echten Wurmfarn, kann aber leicht anhand der Form der Sori unterschieden werden. Sterile Pflanzen wirken etwas weniger derb, und die Wedel werden zum Grunde hin deutlich schmäler.
Die Chromosomenzahl beträgt 2n = XX.

## Ökologie
Der Wald-Frauenfarn ist eine sommergrüne Rosettenpflanze mit Speicher-Rhizom. Er bildet eine VA-Mykorrhiza. 
Ein ausgewachsenes Pflanzenexemplar produziert jährlich 20–80 Millionen Sporen.

### Parasiten
Der Wald-Frauenfarn zeigt manchmal eine auffällige Deformation seiner Wedel, die dann nach innen eingerollt sind. Dies wird durch Larven der Blumenfliege (Chirosia betuleti) verursacht.
Auch die Larven der Fliege Chortophila signata verursachen das Einrollen.

### Giftigkeit
Das Rhizom des Wald-Frauenfarns enthält zwar nicht die giftige Filixsäure wie das des Echten Wurmfarns (Dryopteris filix-mas), jedoch andere Filix-Wirkstoffe, deshalb soll es ebenfalls besonders für niedere Tiere giftig sein.

## Etymologie
Aufgrund der Ähnlichkeit mit dem Echten Wurmfarn, der meist etwas derbere und größere Wedel hat, hielt man diese beiden Arten früher für Männchen und Weibchen. Daher kommt sowohl der deutsche Name „Frauenfarn“ als auch die auf der lateinischen Bezeichnung Filix beruhenden wissenschaftliche Artbezeichnung filix-femina (filix „Farn“, femina „Frau“).

## Vorkommen
Der Wald-Frauenfarn kommt in den gesamten gemäßigten Gebieten bis in Subtropen der Nordhalbkugel vor, außerdem in Zentral- und Südamerika, wobei bei den südlichen Formen nicht sicher ist, ob es sich nicht um eigene Arten handelt. In Europa kommt die Art in allen Ländern vor. Sie ist in Mitteleuropa weit verbreitet.
Der Wald-Frauenfarn wächst in feuchten Wäldern, besonders auf kalkarmen Böden. In Wäldern kommt er verbreitet vor; er besiedelt aber auch gern Wegböschungen, Staudenfluren und sickerfrische Mauerfugen.
Der Wald-Frauenfarn ist eine Schatt-Halbschattpflanze und kommt im regenreichen Gebirge vor allem in Fagion-Gesellschaften, in trocken-warmem Tieflagen aber fast nur in Pflanzengesellschaften des Verbands Alno-Ulmion oder feuchten Carpinion-Verbands als Gley- und Pseudogleyzeiger vor. Seltener findet man ihn in Pflanzengesellschaften der Verbände Adenostylion oder feuchten Piceion-gesellschaften. Im deutschen Alpengebiet steigt er bis in einer Höhenlage von etwa 1880 Meter auf. In den Alpen sonst steigt er bis in Höhenlagen von 2500 Metern auf.
Die ökologischen Zeigerwerte nach Landolt et al. 2010 sind in der Schweiz: Feuchtezahl F = 3 (mäßig feucht), Lichtzahl L = 2 (schattig), Reaktionszahl R = 2 (sauer), Temperaturzahl T = 3 (montan), Nährstoffzahl N = 3 (mäßig nährstoffarm bis mäßig nährstoffreich), Kontinentalitätszahl K = 2 (subozeanisch).

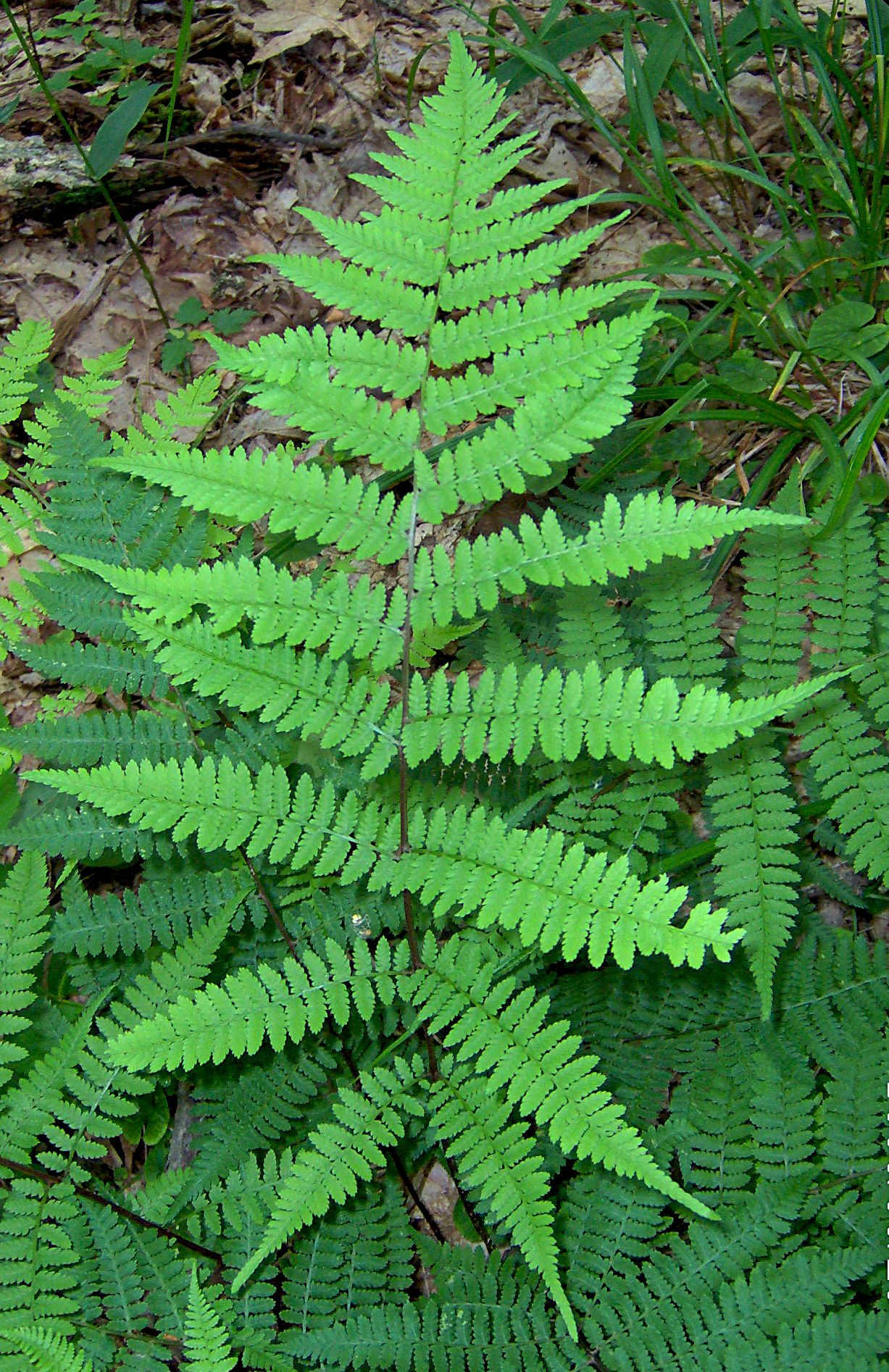
Athyrium filix-femina var. angustum

## Systematik
Die Erstveröffentlichung erfolgte 1753 unter dem Namen Polypodium filix-femina durch Carl von Linné in Species Plantarum, Tomus II, S. 1090. Die Neukombination zu Athyrium filix-femina (L.) Roth wurde 1799 durch Albrecht Wilhelm Roth in Tentamen Florae Germanicae, Band 3, S. 65 veröffentlicht. Ein weiteres Synonym für Athyrium filix-femina (L.) Roth ist Asplenium filix-femina (L.) Bernh.
Je nach Autor gibt es einige Varietäten:
- Athyrium filix-femina var. angustum (Willd.) G.Lawson (Syn.: Athyrium angustum (Willd.) C.Presl): Sie kommt in Grönland, in Kanada und in den östlichen und zentralen Vereinigten Staaten vor.[8][7]
- Athyrium filix-femina var. asplenioides (Michaux) Farwell[7]
- Athyrium filix-femina var. californicum Butters[7]
- Athyrium filix-femina var. cyclosorum Ruprecht[7]
- Athyrium filix-femina (L.) Roth var. filix-femina: Sie kommt in Europa, in der Türkei, im Kaukasusraum und im westlichen Sibirien vor.[8]

## Nutzung
Der Wald-Frauenfarn riecht beim Welken stark. Der Wald-Frauenfarn wurde daher auf dem Land in Hirtenhütten zum Vertreiben der Flöhe genutzt. Das Rhizom wurde in der Volksmedizin als harntreibendes Mittel verwendet.
Der Wald-Frauenfarn wird in zahlreichen Sorten als Zierpflanze verwendet.